# Kamienica przy ulicy Mickiewicza 14 w Katowicach
Kamienica przy ulicy Adama Mickiewicza 14 w Katowicach – kamienica mieszkalno-handlowa, położona w Śródmieściu Katowic przy ulicy A. Mickiewicza 14. 
Kamienica została wzniesiona w 1905 roku przez budowniczego Josefa Stellmacha według projektu sporządzonego przez Georga Zimmermanna przy ówczesnej August-Schneider-Straße. Wybudowano ją na planie odwróconej litery „L”, z oficyną tylną. Posiada pięć kondygnacji, podpiwniczenie i poddasze. Budynek to zwarta bryła, urozmaicona dwoma wykuszami, zwieńczona szczytem umieszczonym na osi, nakryta dachem dwuspadowym o stromej połaci frontowej. Elewacja frontowa jest ośmioosiowa, parter tynkowany, boniowany, posiadający zdobienie w postaci pasa żłobkowanego tynku. Na trzeciej osi zlokalizowano bramę przejazdową, w czwartej − drzwi wejściowe do budynku. Elewacja wyższych kondygnacji jest symetryczna, licowana białą cegłą glazurowaną, wykusze i szczyt − tynkowane. Fasada jest bogato ozdobiona dekoracjami sztukatorskimi o motywach secesyjnych (głównie flora), antropomorficznych i geometrycznych. Okna prostokątne umieszczono w stylizowanych tynkowych opaskach, okna czwartej kondygnacji zwieńczono fantazyjnymi secesyjnymi naczółkami. Na drugiej i przedostatniej osi na kondygnacjach od drugiej do czwartej znajdują się balkony z ozdobnymi kutymi balustradami. W bramie przejazdowej sufit ozdobiono dekoracją sztukatorską, na ścianach − okładziną ceramiczną, a w sieni − stiukową dekoracją sufitu i ścian. Zachowała się posadzka lastrykowa z dekoracją mozaikową oraz ceramiczna okładzina ścian z motywami secesyjnymi i dwubiegowe lastrykowe schody z metalową, kutą balustradą o secesyjnych motywach. W oknach klatki schodowej częściowo zachowały się witraże o secesyjnych motywach.
W 1934 w kamienicy mieścił się Konsulat Czechosłowacji, zaś w 2014 roku w budynku mieściły się następujące placówki: gabinet dermatologii estetycznej i laserowej, drogeria, antykwariat książkowy, sklep muzyczny oraz sklep detektywistyczny.